# 蘭道夫鎮區 (伊利諾伊州麥克萊恩縣)
蘭道夫鎮區（英語：Randolph Township）是位於美國伊利諾伊州麥克萊恩縣的一個行政鎮區。

## 地方資料
根據2010年美國人口普查的數據，蘭道夫鎮區的面積為128.50平方千米，當中陸地面積為128.20平方千米，而水域面積為0.30平方千米。當地共有人口4413人，而人口密度為每平方千米34.34人。